# Rajon Industrial
Der Rajon Industrial (ukrainisch Індустріальний район/Industrialnyj rajon; russisch Индустриальный район/Industrialny rajon) ist einer von acht Verwaltungsbezirken (Rajone) der Stadt Dnipro, des Oblastzentrums der Oblast Dnipropetrowsk in der Ukraine.
Der Stadtrajon liegt im nordöstlichen Teil der Stadt auf dem linken Dneprufer und ist mit 131.496 Einwohnern (2008)  der fünftbevölkerungsreichste Verwaltungsbezirk von Dnipro. Er hat eine Fläche von etwa 33 km².

## Bevölkerungsentwicklung
| 1970   | 1979    | 1989    | 2001    | 2008    |
| ------ | ------- | ------- | ------- | ------- |
| 76.431 | 112.186 | 136.532 | 134.924 | 131.496 |

Quelle 